# الدوري التشيكوسلوفاكي 1989–90
الدوري التشيكوسلوفاكي 1989–90 هو الموسم 83 من الدوري التشيكوسلوفاكي ‏. أشرف على تنظيمه اتحاد جمهورية التشيك لكرة القدم، وكان عدد الأندية المشاركة فيه 16، وفاز فيه سبارتا براغ.